# Montes de Lippe
Los Montes de Lippe  (en alemán:  Lipper Bergland o Lippisches Bergland) es un grupo de montañas en Ostwestfalen-Lippe dentro del distrito de Detmold, en el estado de Renania del Norte-Westfalia.

## Geografía
Los Montes de Lippe son parte de la Weser Uplands y está delimitados por el río Werre en el oeste y el Weser en el del norte y este. Al sur, los Montes de Lippe se unen a la Eggegebirge y el Oberwälder. 
El paisaje presenta fuertes variaciones: cerros redondeados, alternan con crestas escarpadas y depresiones planas con colinas y valles. Tres grandes ríos, el Weser, Werre y Bega, atraviesan los Montes Lippe, con cascadas y torrentes, hasta llegar a los valles. La elevación más alta es el Köterberg con 495.8 metros.

## Flora y fauna
Los bosques están poblados, mayoritariamente, por hayas y robles.  Animales y plantas protegidos, se encuentran a lo largo del curso de los ríos.